# IPhone 16
L'iPhone 16 e l'iPhone 16 Plus sono due smartphone progettati e prodotti da Apple Inc., rappresentano la diciottesima generazione di iPhone e sostituiscono i modelli 15 e 15 Plus.
Sono stati presentati il 9 settembre 2024 all'evento "It's glowing time" presso l'Apple Park, insieme agli iPhone 16 Pro e Pro Max. I preordini sono iniziati il 13 settembre 2024 e sono disponibili all'acquisto dal 20 settembre 2024.
Le principali differenze rispetto agli iPhone 15 sono due nuovi tasti laterali, il display always-on, la macrofotografia, video stereoscopici, una batteria più capiente e una maggiore integrazione con Apple Intelligence rispetto all'iPhone 15 Pro.

## Descrizione
Il telefono ha uno schermo OLED Super Retina XDR da 6,1 pollici per l'iPhone 16 e 6,7 pollici per l'iPhone 16 Plus, con un formato di 19,5:9.
È dotato del chip Apple A18, connettività 5G.

### Novità principali
Queste sono le novità principali rispetto all'iPhone 15:
- Tasto Azione
- Tasto Camera Control
- Display always-on
- Fotocamera: Video e foto spaziali, macrofotografia, mix audio e riduzione rumore del vento.

### Software
iPhone 16 e iPhone 16 Plus sono venduti con iOS 18 al lancio.

## iPhone 16e
Il 19 febbraio 2025 Apple presenta l'iPhone 16e, una versione più economica della famiglia di iPhone 16.
Le caratteristiche principali sono lo stesso display e form factor dell'iPhone 14, ha una fotocamera Fusion 2-in-1 da 48 Mpx, la TrueDepth Camera frontale, la CPU A18 che supporta pienamente Apple Intelligence e iOS 18, un modem proprietario C1 (primo iPhone in assoluto a montarla) e 128 GB di spazio di archiviazione di base. È assente il MagSafe sul retro, sebbene sia compatibile con la ricarica Qi di base. Il prezzo di lancio è a partire da 599$ negli Stati Uniti (Sales Tax esclusa), mentre in Italia parte da 729€.